# Anselm Kühl
Anselm Kühl (* 24. August 1939 in Stettin) ist ein deutscher Geologe.

## Leben
Kühl studierte von 1957 bis 1962 Geologie an der Universität Rostock und der Bergakademie Freiberg. 1962 erlangte er den Abschluss als Diplomgeologe. Nach dreijähriger Tätigkeit als Objekt- und Abschnittsgeologe beim VEB Geologische Forschung und Erkundung Schwerin in der Eisenerz-Erkundung und Tiefen-Kartierung arbeitete er von 1966 bis 1984 19 Jahre lang als parteiloser Haupt-Geologe im VVB Zement/Zementkombinat Dessau. Schwerpunkte seiner Arbeit waren der Aufbau der Lagerstättenwirtschaft, der Bergbautechnologie und des Bergvermessungswesens in der Kombinatsleitung und in den Groß- und Mittelbetrieben des Industriezweiges.
In diesem Rahmen erfolgte die Erarbeitung von Rohstoff-Prognosen, material-ökonomische Studien, wissenschaftlich-technische Konzeptionen für den Aufschluss neuer Tagebaue, komplex-geowissenschaftliche Arbeiten zur Lagerstättenerkundung von karbonatischen, sulfatischen und silikatischen Rohstoffen, Koordinierung, Kontrolle und Auswertung bergbaulicher, d. h. gewinnungs-, förder- und aufbereitungstechnologischer sowie zementchemischer Untersuchungen für Investitionsvorhaben der Zement-, Kalk-, Gips-, Kreide-, Mineralwolle-Industrie sowie Aufschluss und Regelbetrieb von Groß- und Mitteltagebauen im Harz, Eichsfeld, Wildenfelser Zwischengebirge, Vorpommern und Südwest-Thüringen.
Er war Themenkomplex-Verantwortlicher Rohstoffgewinnung und Voraufbereitung für umfangreiche Forschungsarbeiten an der Bergakademie Freiberg (Sektion Geotechnik und Bergbau) sowie Verfahrens- und Silikattechnik an der Hochschule für Architektur und Bauwesen Weimar (Sektion Baustoff-Verfahrenstechnik) und im Institut für Zement in Dessau als Co-Betreuer von 30 Diplomarbeiten.
1974 schloss er eine postgraduale Ausbildung zum Fachingenieur für Bergbau-Systeme an der Bergakademie Freiberg ab. 1981 promovierte er zum Doktor der Markscheidekunde (extern) mit der Dissertationsschrift „Mathematische Modellierung der Kreidekalk/Kieselkreide-Lagerstätte Löcknitz“ und 1991 habilitierte er sich mit dem Thema „Mathematische Modellierung sedimentärer Lagerstätten“ an der Bergakademie Freiberg. Seit 1995 war er als Privatdozent am Institut für Geologie der Bergakademie Freiberg u. a. mit den Lehrgebieten univariate, multivariate und multidimensionale Statistik sowie Geostatistik, Lagerstätten-Modellierung, Rohstoffe für die Silikat-Industrie und Geologie für Markscheider, Geotechniker und Bergleute tätig. Seit 2007 ist er Lehrbeauftragter im Studium Generale („Die Zeit im Verständnis der Naturwissenschaften“).
Kühl war Mitglied der Zentralen Arbeitskreise des Forschungsrates der DDR „Geotechnik und Bergbau“ und „Maximale Nutzung heimischer Rohstoffe“ und erhielt mehrere wissenschaftliche Auszeichnungen, so u. a. 1989 die Goldene Ehrennadel der Montanwissenschaftlichen Gesellschaft der DDR (Kammer der Technik), mehrere Ehren-Medaillen der Tschechoslowakischen Ingenieur-Organisation IAMG (Bergbau-Pribram in Wissenschaft und Technik) und 1990 die Abraham-Gottlob-Werner-Ehrennadel der Gesellschaft für Geologische Wissenschaften. Er ist Autor von mehr als 130 wissenschaftlichen Artikeln und Büchern.

## Werke
- Zur Rhythmizität der campanen Kreidekalke und Kieselkreide von Löcknitz – Ztschr. f. Geologische Wissenschaften 11 (1983) 1, Teil I, S. 77–111, Teil II S. 127–155
- Mathematische Modellierung der Kreidekalk/Kieselkreide-Lagerstätte Löcknitz – FFH A 615 1983, VEB Deutscher Verlag für Grundstoffindustrie Leipzig, 102 Seiten, 2 Beilagen
- mit O. Henning et al.: Technologie der Bindebaustoffe – Eigenschaften, Rohstoffe, Anwendung – Band 1, VEB Verlag für Bauwesen Berlin, 2. erw. Aufl. 1989, 221 S., 120 Abb., 97 Tab.
- mit anderen: Das Qualitätssicherheitssystem bei der Herstellung von Spezialtonen der Firma Claylit 2000/Ton-Schaum GmbH Brandis, Schriftenreihe der GDMB H 71 (1993), S. 59–97
- Modellierung sedimentärer Lagerstätten – Freiberger Forschungs-Hefte C 459 TU Bergakademie Freiberg 1995, 204 Seiten
- mit A. Schreiber, E. Scheffler: Faziesanalyse mit multivariat-statistischen und geostatistischen Methoden am Beispiel des Dunklen Knotenkalkes von Wildenfels, Freiberger Forschungshefte C 462 1996, 212 Seiten
- mit R. Fiedler, H. Bandemer, A. Schreiber, A. Kühl: Theorie unscharfe Mengen und intelligenzgesteuerte Datenanalysen in der Geologie, Freiberger Forschungshefte C 469 1997, 63 Seiten
- mit H. Gehne: Rechnergestütztes Qualitätsmodelling von Rohstoff-Körpern der Elbkieswanne – TU BAF Freiberger Forschungshefte C 479 (2000), 129 Seiten
- mit A. Wolf, F.- W. Junge, A. Kühl: Geologie und Sedimentologie Elsterzeitlicher Bändertone an ihrer südlichen Verbreitungsgrenze – Warven-Konnektierung und -Periodizitäten: Raum Hainichen – Chemnitz – Penig, Glückauf-Forschungshefte 62 (2001) H 1, S. 20–34; H 2, S. 72–94; H 3, S. 122–134; H 4, S. 168–174
- Halokinetische Bewegungen im Bereich der Salz-Kissen-Struktur Löcknitz – 5. Geokinematischer Tag Markscheidewesen, H. 2 – Glückauf Forschungs-Hefte 04 – Verlag Glückauf GmbH Essen (2004)
- mit T. Steinberg: "Campane Zement-Rohstoffe und Salz-Aufstiegs-Bewegungen im Bereich der Salzkissen-Struktur Löcknitz" – TU BAF Freiberger Forschungshefte C 557 2019, 191 Seiten